# アヴィリアーナ
アヴィリアーナ（伊: Avigliana）は、イタリア共和国ピエモンテ州トリノ県にある、人口約13,000人の基礎自治体（コムーネ）。
近郊のサンタンブロージョ・ディ・トリーノにあるサクラ・ディ・サン・ミケーレ修道院に向かうには、アヴィリアーナからの車道を利用する。

## 地理

### 位置・広がり

#### 隣接コムーネ
隣接するコムーネは以下の通り。
- アルメーゼ
- ブッティリエーラ・アルタ
- カゼレッテ
- ジャヴェーノ
- レアーノ
- サンタンブロージョ・ディ・トリーノ
- トラーナ
- ヴァルジョーイエ
- ヴィッラール・ドーラ

## 行政

### 分離集落
アヴィリアーナには、以下の分離集落（フラツィオーネ）がある。
- Battagliotti, Borgata Bertassi, Drubiaglio, Mortera

## 姉妹都市
- Tresserve、フランス